# Novo Banco
Novobanco es un banco portugués creado el 4 de agosto de 2014 por el Banco de Portugal para rescatar los activos y pasivos del Banco Espírito Santo (BES). El Banco Espírito Santo era la segunda entidad financiera privada más grande de Portugal en términos de activos netos, así como uno de los más antiguos y reputados bancos portugueses. El rescate de BES fue debido a pérdidas históricas de 3.577 millones de euros. Por otro lado, los activos tóxicos de BES fueron transferidos a un "banco malo".

## Historia
El rescate del Banco Espírito Santo se materializó después de varias semanas de noticias negativas sobre el estado financiero del prestamista, particularmente su exposición a un gran número de compañías al mando de la familia fundadora de Espírito Santo al mando de Ricardo Salgado. El BES fue dividido en un "banco bueno", rebautizado como Novo Banco, y en un "banco malo", el cual albergaría las exposiciones del BES atribuidas al imperio empresarial del Espírito Santo así como a su subsidiaria angoleña BESA. Novo Banco fue recapitalizado con 4,9 mil millones euros por un Fondo de Resolución del banco especial. El Estado portugués prestó 4.4 mil millones de euros al fondo. El consejo de administración del banco para el mandato de 2014-2017 estuvo presidido por Vítor Bento.
Un mes y un medio después de tomar posesión en su cargo, Vítor Bento abandonó el consejo de Novo Banco y fue reemplazado en septiembre de 2014 por Eduardo Stock da Cunha.
El Fondo de Resolución sería el accionista único del banco hasta que tuviera lugar una salida a bolsa. Este fondo fue creado en 2012 con contribuciones de bancos portugueses y del sector financiero, y sus operaciones están auditadas por el regulador portugués, el Banco de Portugal.
Novo Banco incorporó a todo el personal, sucursales, depósitos, clientes crediticios y titulares de bonos senior que estabananteriormente en el Banco Espírito Santo.
En agosto de 2014 Novo Banco lanzó su primera campaña de comunicación, para comenzar el principio del cambio en la imagen del banco. En este campaña de cambio de imagen corporativa, el banco lanzó su nuevo logo el septiembre 22, el cual incorporó las alas de una mariposa con la forma de una potencia. Esto simbolizaba el compromiso para “tener una vez más el liderazgo que una vez tuvo.” El cambio en la marca estuvo se hizo progresivamente, empezando por las fachadas en las sucursales del banco.
El 30 de junio de 2015, el fondo de resolución había recibido tres ofertas de compra por Novo Banco, una del grupo bancario español Banco Santander, una compra conjunta china del grupo de seguros Fosun International y el asegurador Anbang, y otra de la estadounidense Apollo Global Management. Uno de los licitantes mejoró su oferta el 7 de agosto de 2015. El proceso de selección y venta final tras el proceso de licitación se esperaba que tuviera lugar en el último cuatrimestre de 2015. El 20 de agosto, el Banco de Portugal emitió un comunicado en el que declaraba que la fase final del proceso de venta estaría concluida el 31 agosto. Sin embargo, en septiembre se canceló la venta a causa de que las ofertas fueron consideradas insatisfactorias.
En marzo de 2016, se anunció que el rescatado Novo Banco planeaba realizar 1.000 despidos para reducir costes operativos en 150 millones de euros como parte de su plan de reestructuración pactado con la Unión Europea. Los recortes en plantilla propuestos afectaron al 14% del personal del banco.
En octubre de 2016, el fondo de resolución había recibido cuatro ofertas por Novo Banco: una de Minsheng Financial Holding de China, otra de Apollo, de Centerbridge y de Lone Star Funds. En enero de 2017, Aethel Partners realizó una oferta para comprar Novo Banco.
En marzo de 2017, el Banco Central portugués anunció que Lone Star Funds adquirirá el 75% de Novo Banco, a cambio de una inyección de capital de mil millones de euros. El otro 25% será retenido por el fondo de resolución del Banco de Portugal. En octubre de 2017 se firmó el acuerdo y Lone Star Funds empezó a controlar el 75% de Novo Banco.

### España
El 5 de abril de 2021, Abanca anunció un acuerdo con Novo Banco para la compraventa del negocio del banco portugués en España. Abanca pagaría un euro por dicha operación. El 30 de noviembre de 2021, se cerró la compra y se comenzó a utilizar la imagen de Abanca.
La integración tecnológica de Novo Banco en Abanca finalizó el 22 de octubre de 2022.